# Брайт, Кевин
Кевин С. Брайт (англ. Kevin S. Bright; род. 15 ноября 1955, Нью-Йорк) — американский телевизионный продюсер и режиссёр. Наиболее известен по участию в создании сериалов «Друзья» и «Джоуи».
Родился в Нью-Йорке. Получил высшее образование в колледже Эмерсон, после чего работал в Нью-Йорке с Джозефом Кейтсом.
После переезда в Лос-Анджелес в 1982 году, он начал работать с комедийными телевизионными шоу, такими как «Истории белых людей в Америке».
В 1993 году вместе с Мартой Кауффман и Дэвидом Крейном создал компанию Брайт-Кауфман-Крейн Продакшенс (англ. Bright/Kauffman/Crane Productions). К авторству этого союза относятся такие сериалы, как «Dream On», «Друзья», «Джоуи» и др.